# Franz Frey (Politiker)

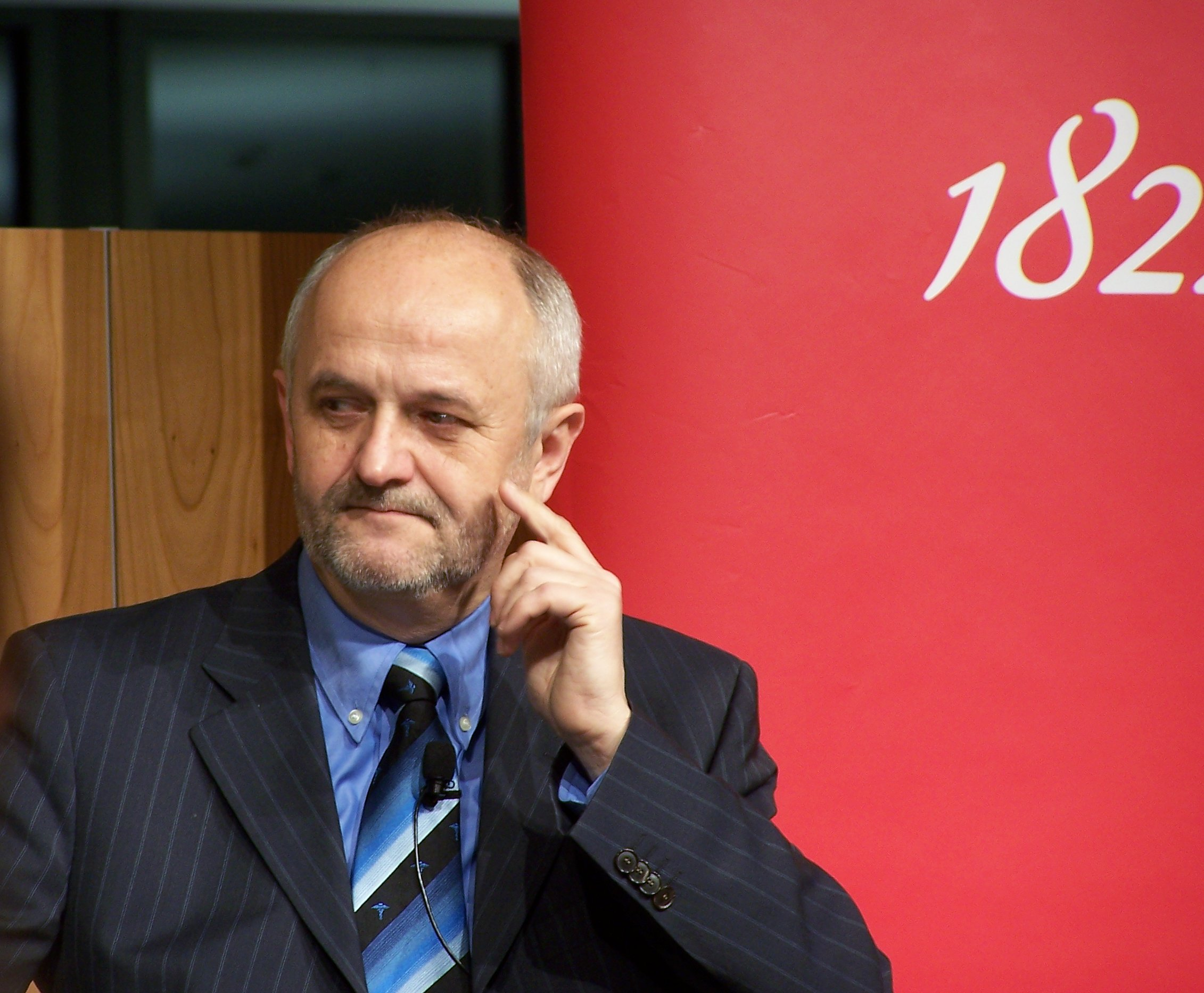
Franz Frey (2007) während einer Podiumsdiskussion der Frankfurter Rundschau

Franz Frey (* 16. Januar 1948 in Obernburg am Main) ist ein deutscher Kommunalpolitiker der SPD.
Mit sechs Jahren zog Frey von Bayern in den Frankfurter Stadtteil Unterliederbach. 1971 wurde er Mitglied der Frankfurter SPD und zog für diese 1989 in die Stadtverordnetenversammlung ein. Dort wurde er 1997 zum SPD-Fraktionsvorsitzenden gewählt. Zuvor war er schon als Sprecher von Volker Hauff politisch aktiv gewesen. 2000 wurde er zum Vorsitzenden des SPD-Unterbezirks Frankfurt gewählt und von 2001 bis 2006 war er im Magistrat Dezernent für Jugend und Soziales.
Bei der Oberbürgermeisterwahl 2007 trat Frey als Gegenkandidat gegen die amtierende Oberbürgermeisterin Petra Roth (CDU) an. Seine umstrittenste Forderung war die Einführung einer so genannten Citymaut für Nicht-Frankfurter. Nach der Niederlage der SPD bei dieser Wahl kündigte Frey am 28. Januar 2007 seinen Rücktritt als Vorsitzender der Frankfurter SPD an. Am 16. März 2007 übernahm Gernot Grumbach sein Amt.
| Personendaten    | Personendaten                     |
| ---------------- | --------------------------------- |
| NAME             | Frey, Franz                       |
| KURZBESCHREIBUNG | deutscher Kommunalpolitiker (SPD) |
| GEBURTSDATUM     | 16. Januar 1948                   |
| GEBURTSORT       | Obernburg am Main                 |